# Trichocentrum pinelii
Trichocentrum pinelii är en orkidéart som beskrevs av John Lindley. Trichocentrum pinelii ingår i släktet Trichocentrum och familjen orkidéer. Inga underarter finns listade i Catalogue of Life.